# Santuario di Mia Madonna e Mia Salvezza
Il santuario di Mia Madonna e Mia Salvezza è un luogo di culto cattolico situato nel comune di San Cipriano d'Aversa in provincia di Caserta, e appartenente alla diocesi di Aversa.
Questo santuario, pur essendo ubicato nel territorio comunale di San Cipriano d'Aversa, è comunemente conosciuto come "Tempio di Casapesenna" in quanto fu fortemente voluto da don Salvatore Vitale, parroco di Casapesenna.

## Storia
La costruzione di questo santuario è fortemente legato alla figura del Servo di Dio don Salvatore Vitale, fondatore della Piccola Casetta di Nazareth, opera di carità e aiuto ai poveri e agli orfani, e parroco di Casapesenna dal 1933 fino alla sua morte, avvenuta nel 1981. Vitale nel suo testamento chiese al popolo di Casapesenna di costruire un santuario dedicato a Maria, alla quale egli era particolarmente devoto per via anche di numerose apparizioni, e che invocava con la giaculatoria "Mia Madonna e Mia Salvezza" fin dal 1956. La costruzione del santuario avvenne a opera dei suoi eredi, sacerdoti e suore con l'aiuto di 60 famiglie con la direzione dell'ingegnere Lino Barbero di Ivrea, entrato a far parte della Piccola Casetta come sacerdote.

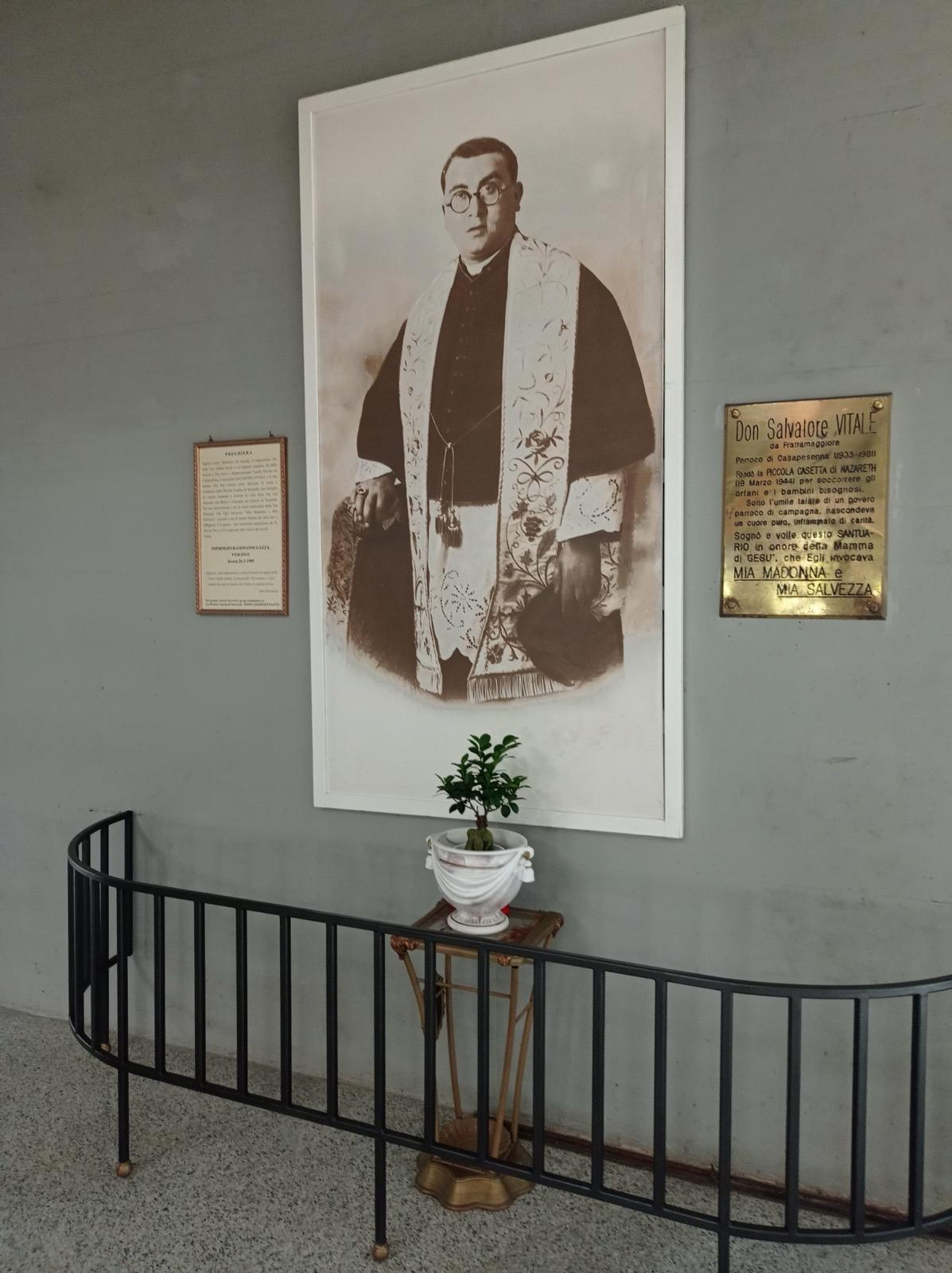
Immagine di don Salvatore Vitale nel santuario

La prima pietra venne posata il 4 Maggio 1986, questa fu toccata e benedetta da papa Giovanni Paolo II alla quale si chiese di venire a visitare il santuario a lavori conclusi.La proclamazione dell'anno mariano accelerò ancor di più i lavori di costruzione affinché il santuario fosse pronto entro la fine dell'anno. La struttura venne completata nel 1988 e il santuario fu inaugurato dal Cardinale Luigi Dadaglio il 7 agosto 1988. Una volta costruito il santuario si realizzò un altro sogno di don Salvatore Vitale, infatti quest'ultimo quando arrivò nel piccolo centro disse "un giorno il papa verrà a Casapesenna". La sua profezia si avverò il 13 Novembre 1990 quando papa Giovanni Paolo II visitò il santuario mariano. La visita fu accolta da più di ventimila fedeli, tra i quali anche ammalati e migranti del territorio. La profezia di don Salvatore Vitale acquisisce ancor più valore se si tiene conto che quando egli giunse a Casapesenna nel 1927 questo era un territorio difficile, povero e arretrato.

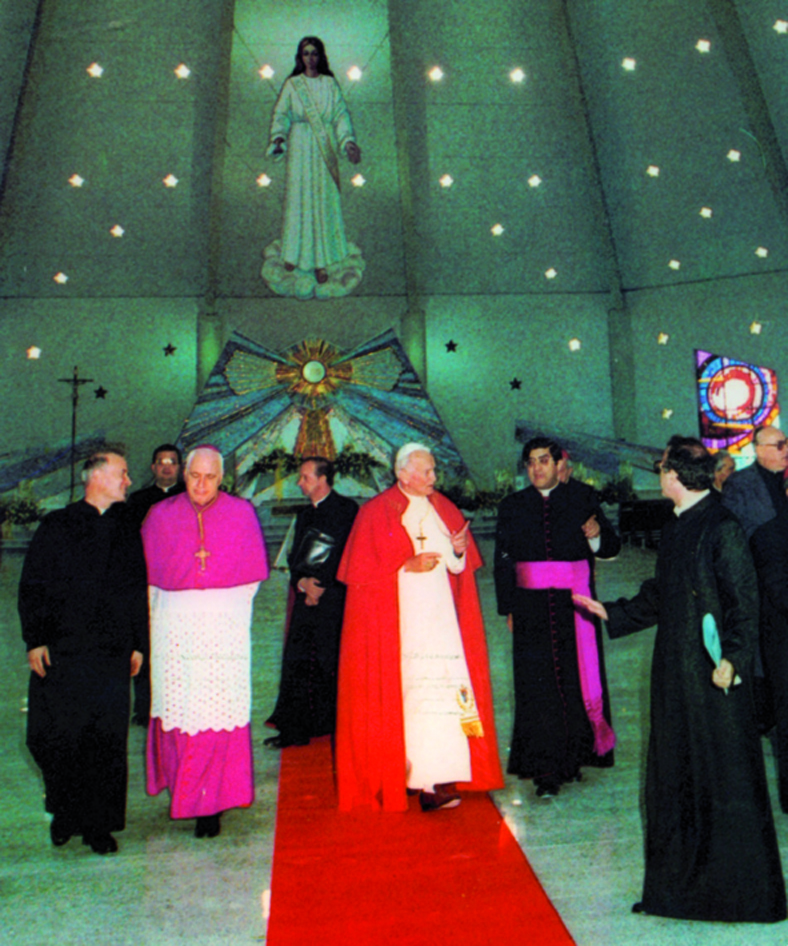
Papa Giovanni Paolo II visita il santuario il 13 Novembre 1990

## Descrizione
La struttura ha una pianta a forma di stella ed è sostenuta da quattro colonne che formano due grandi M intrecciate che rappresentano le iniziali del titolo conferito alla Vergine da don Salvatore, Mia Madonna. La volta è caratterizzata da numerose stelle, dalla quale passa la luce.

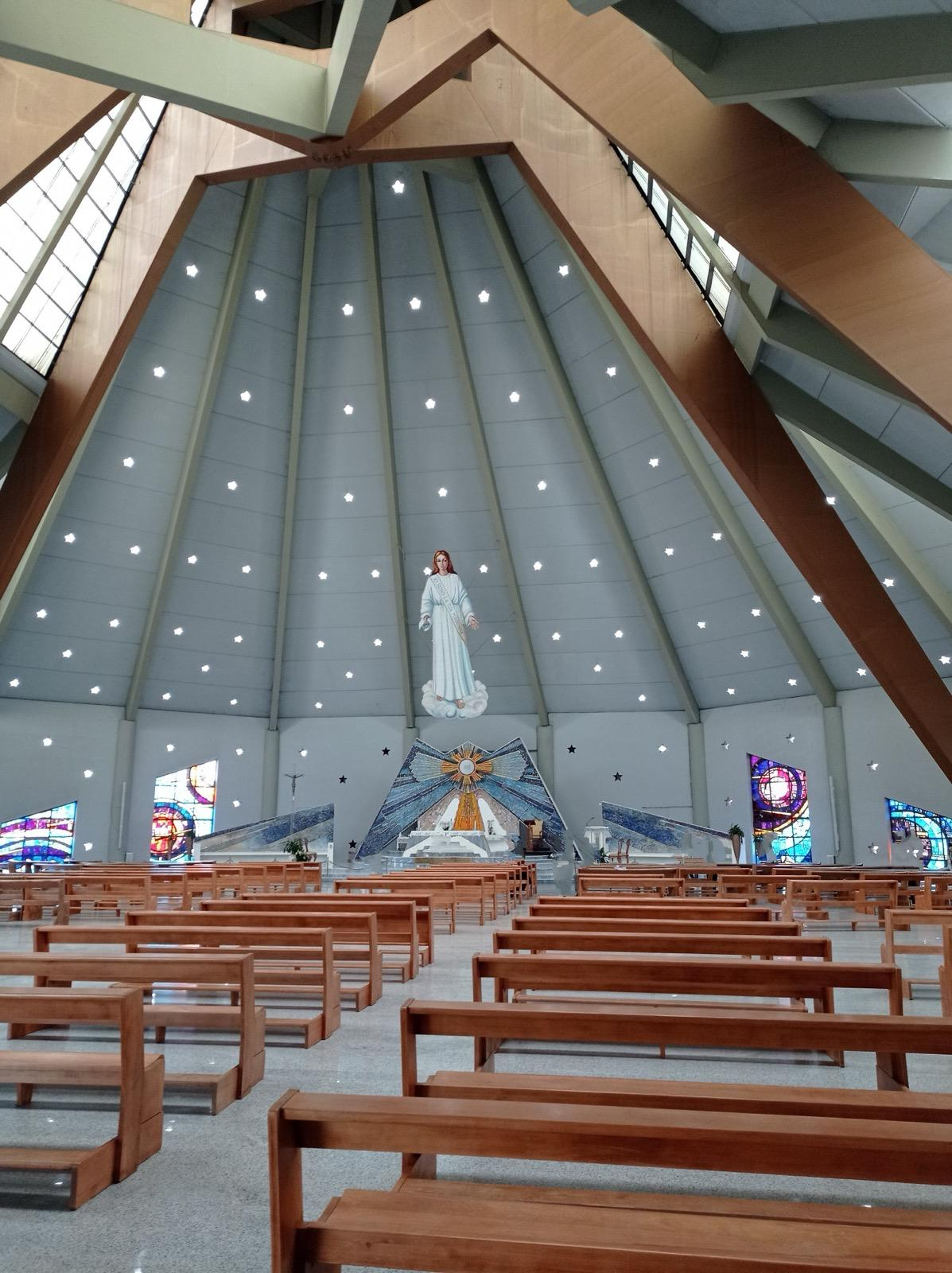
L'interno del santuario

L'edificio è organizzato su due piani, con il piano superiore che costituisce il Santuario vero e proprio, raggiungibile tramite una grande scala principale e altre scale secondarie. Al piano inferiore si trova la cripta, caratterizzata dalla presenza della Cappella dell'adorazione perpetua situata al centro. Dall'ingresso principale del santuario è visibile un grande mosaico della Madonna, alto 7,5 metri, con la scritta "Io sono la tua Madonna", posizionato tra l'altare il soffitto stellato. Nel tempio si trova anche un grande presepe visitabile durante il periodo natalizio.

## Cultura
Il Santuario essendo un punto di riferimento religioso del territorio spesso è il luogo di numerose riunioni e convegni che coinvolgono molte diocesi e parrocchie.